# 韓国銀行

2010年から現在まで使用されている韓国銀行のロゴ

1946年から1950年まで使われた朝鮮銀行のロゴ。 1950年から2010年まで韓国銀行のロゴとしても使われた。

韓国銀行（かんこくぎんこう、韓: 한국은행、英: Bank of Korea）は、大韓民国の中央銀行である。略称は、韓銀（かんぎん）。1948年の大韓民国政府樹立に伴い、1950年5月に韓国銀行法が制定され、同年6月12日に創設された。現在はソウル特別市中区南大門路3街110番地に本部を置き、総裁は李柱烈（2014年4月就任）である。

## 貨幣金融博物館
本店の旧館は、辰野金吾によって設計された建物で、もともと日本統治時代に朝鮮銀行として使用されていた。礎石は伊藤博文の直筆である。現在は韓国銀行貨幣博物館として一般に公開されており、韓国や諸外国の貨幣資料を見学することができる。文化財庁史跡280号。

## 主な出来事
この銀行は、国の中央銀行としては珍しく、2004年から4年間、世界唯一の赤字中央銀行となっていた（なお、2015年にはスイス国立銀行が赤字決算となっている）。これは、市場に流通されている通貨量を調節する目的で発行される通貨安定証券の過多発行と、それにもとづく利子負担によるもので、この時期の通貨安定証券の過多発行は、為替の値下がりを防ぐため行われたものである。
また、1997年のアジア通貨危機当時、韓国銀行は、外貨を国内の市中銀行に貸し出すなどして、公表されていた外貨準備高を確保していなかったことが、アメリカ合衆国・連邦準備理事会のアラン・グリーンスパン議長（当時）の回顧録で明らかとなっている。

## 機能

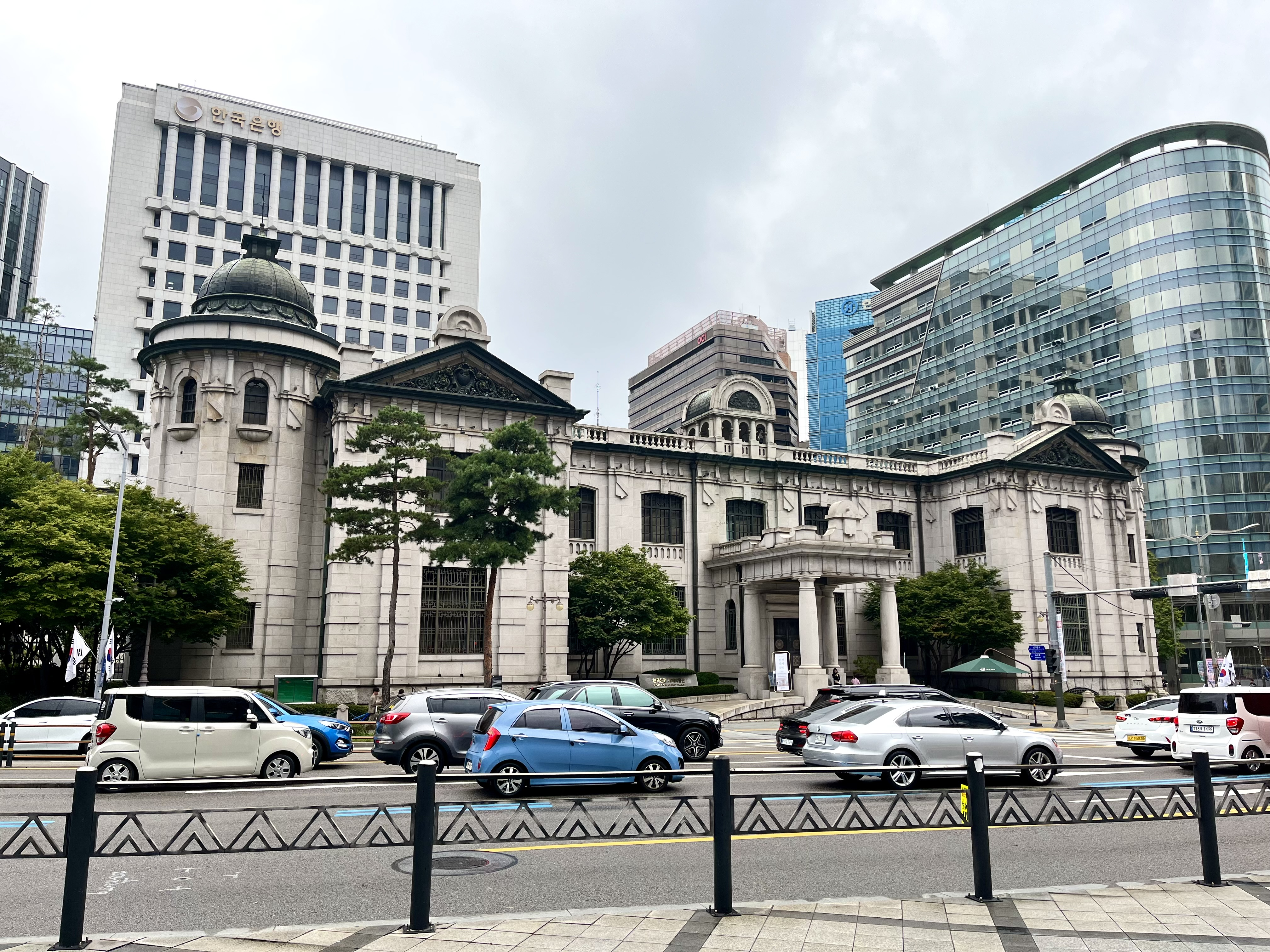
韓国銀行貨幤金融博物館

- 貨幣政策（大韓民国ウォンの発行など）
- 通貨信用制度の制定と実施
- 銀行の銀行
- 政府の銀行
- 緊急経済制度の運営、実施
- 外貨保有財産の運営、管理
- 銀行監査
- 経済調査及び統計作成

## 組織
金融通貨委員会の下に総裁、副総裁、副総裁補が以下の組織を統括する。
- 企画局
- 経済統計局
- 銀行局
- 国際局
- 電算情報局
- 総務局
- 調査局
- 政策企画局
- 金融経済局
- 発券局
- 安全管理室
- 金融経済研究院

地方には以下の16の地域本部が設置されている。

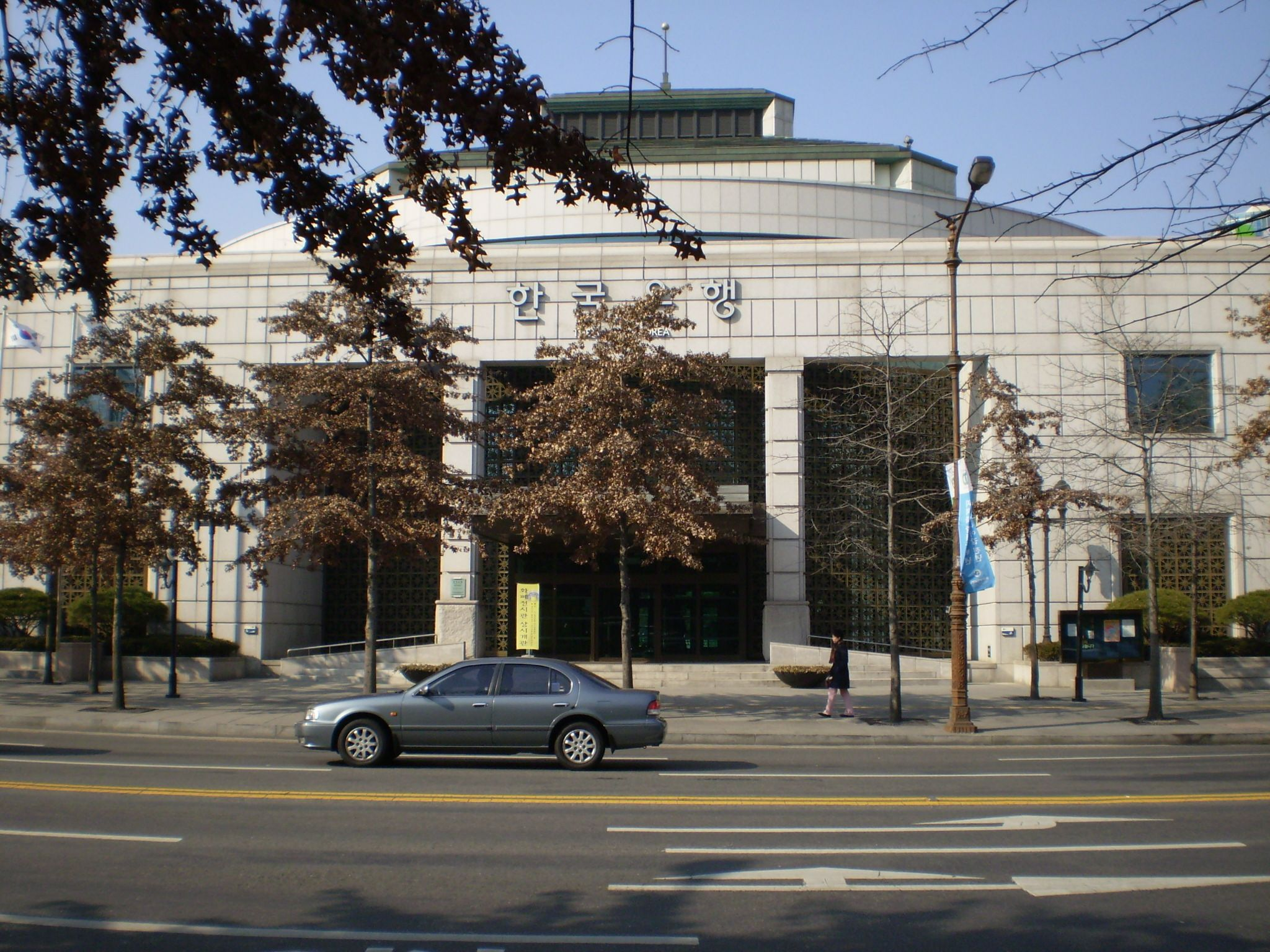
韓国銀行大邱本部

- 釜山
- 大邱
- 木浦
- 光州
- 全北（全羅北道）
- 大田・忠南（忠清南道）
- 忠北（忠清北道）
- 江原（江原特別自治道）
- 仁川
- 済州（済州特別自治道）
- 京畿（京畿道）
- 慶南（慶尚南道）
- 江陵
- 蔚山
- 浦項
- 江南（ソウル特別市南部）

## 歴代総裁
| 代 | 氏名   | 就任日         | 退任日         |
| -- | ------ | -------------- | -------------- |
| 1  | 具鎔書 | 1950年6月5日   | 1951年12月18日 |
| 2  | 金裕沢 | 1951年12月18日 | 1956年12月12日 |
| 3  | 金鎮炯 | 1956年12月12日 | 1960年5月21日  |
| 4  | 裴義煥 | 1960年6月1日   | 1960年9月8日   |
| 5  | 全礼鎔 | 1960年9月8日   | 1961年5月30日  |
| 6  | 劉彰順 | 1961年5月30日  | 1962年5月26日  |
| 7  | 閔丙燾 | 1962年5月26日  | 1963年6月3日   |
| 8  | 李廷煥 | 1963年6月3日   | 1963年12月26日 |
| 9  | 金世錬 | 1963年12月26日 | 1967年12月25日 |
| 10 | 徐軫銖 | 1967年12月29日 | 1970年5月2日   |
| 11 | 金聖煥 | 1970年5月2日   | 1978年5月1日   |
| 12 | 申秉鉉 | 1978年5月2日   | 1980年7月5日   |
| 13 | 金埈成 | 1980年7月5日   | 1982年1月4日   |
| 14 | 河永基 | 1982年1月5日   | 1983年10月31日 |
| 15 | 崔昌洛 | 1983年10月31日 | 1986年1月7日   |
| 16 | 朴聖相 | 1986年1月13日  | 1988年3月26日  |
| 17 | 金建   | 1988年3月26日  | 1992年3月25日  |
| 18 | 趙淳   | 1992年3月26日  | 1993年3月14日  |
| 19 | 金明浩 | 1993年3月15日  | 1995年8月23日  |
| 20 | 李経植 | 1995年8月24日  | 1998年3月5日   |
| 21 | 全哲煥 | 1998年3月6日   | 2002年3月31日  |
| 22 | 朴昇   | 2002年4月1日   | 2006年3月31日  |
| 23 | 李成太 | 2006年4月1日   | 2010年3月31日  |
| 24 | 金仲秀 | 2010年4月1日   | 2014年3月31日  |
| 25 | 李柱烈 | 2014年4月1日   | 2018年3月31日  |
| 26 | 李柱烈 | 2018年4月1日   | 2022年3月31日  |
| 27 | 李昌鏞 | 2022年4月1日   | 現職           |